# Klaus Obermayer
Klaus Obermayer (* 5. Mai 1916 in Wiesbaden; † 14. August 1988 in Erlangen) war ein deutscher Jurist und ordentlicher Professor für Staats-, Verwaltungs- und Kirchenrecht an der Universität Erlangen-Nürnberg.

## Leben
Er war Offizier im Zweiten Weltkrieg. Nach 1945 absolvierte er in München Studium und Referendariat. Nach der Habilitation 1958 wurde er im selben Jahr Privatdozent an der Universität München. Von 1960 bis zur Emeritierung 1984 war er ordentlicher Professor für Öffentliches Recht und Kirchenrecht an der Universität Erlangen.
Klaus Obermayer war evangelisch-lutherisch, ab 1950 verheiratet mit Ingeborg Obermayer, geborene Schlereth, und hatte zwei Kinder.

## Schriften (Auswahl)
- Verwaltungsakt und innerdienstlicher Rechtsakt. 1956; Neuausgabe Stuttgart 1986, ISBN 3-415-01225-5.
- Grundzüge des Verwaltungsrechts und des Verwaltungsprozeßrechts. 1964; 2. Auflage 1975; Neuausgabe Stuttgart 1988, ISBN 3-415-01337-5.
- Gemeinschaftsschule – Auftrag des Grundgesetzes. 1968.
- Kommentierung des Art. 140 GG. In: Bonner Kommentar, 1971.
- Verwaltungsverfahrensgesetz. Einführung und Erläuterung. Neuwied 1977, ISBN 3-472-32301-9.
- Staat und Religion. 1977.
- Kommentar zum Verwaltungsverfahrensgesetz. 1983.
- Sozialstaatliche Herausforderung. Vortrag, gehalten im Rahmen des 2. wissenschaftlichen Symposiums der Dr.-Alfred-Vinzl-Stiftung am 12. Feb. 1982 auf Schloß Atzelberg in Erlangen. Erlangen 1984, OCLC 478523270.